# Антонетти, Осси
Освальд Ирвин Антонетти Кэмерон (англ. Oswald Irwin Antonetti Cameron), более известный как Осси Антонетти (англ. Ossie Antonetti; 28 июня 1977) — пуэрто-риканский волейболист, выступавший на позиции доигровщика, и волейбольный тренер. Главный тренер мужской сборной Пуэрто-Рико (2019—2023).

## Биография
Первым клубом в профессиональной карьере Антонетти стал пуэрто-риканский «Чангос де Наранхито», за который он выступал с 1993 по 1996 год. В 1996 году поступил в Университет Бригама Янга, который окончил через 4 года со степенью бакалавра философии. Во время учёбы выступал за университетскую команду «Бригам Янг Кугарс», с которой в 1999 году стал чемпионом NCAA и был признан наиболее выдающимся игроком финального турнира. В 2010 году был включён в зал спортивной славы университета.
После выпуска из университета, продолжил профессиональную карьеру в Европе. В сезоне 2000/01 выступал за швейцарский клуб «Лозанна» и был признан лучшим нападающим чемпионата в 2001 году. Также выступал за испанский клуб «Эсканер» Картахена и греческий «Этникос» Александруполис. Последние годы провёл на Пуэрто-Рико в местных клубах «Вакерос де Баямон» и «Индиос де Маягуэс».
После завершения игровой карьеры продолжил работу тренером. Был главным тренером клуба «Индиос де Маягуэс», затем в качестве ассистента главного тренера провёл два сезона с женской командой «Кал Поли Мустангс», представляющей Калифорнийский политехнический государственный университет. С 2019 по 2023 год возглавлял мужскую сборную Пуэрто-Рико. Под его руководством команда выступала на чемпионате мира 2022 года.

## Личная жизнь
Вместе с супругой Розаурой имеют троих детей: сыновей Леандро (р. 2003) и Начо (р. 2008) и дочь Зои. Оба сына выступают за сборную Пуэрто-Рико по футболу.